# Rare Ltd.
Rare is een computerspelontwikkelaar opgericht in 1982 door de Stamper-broers (Tim en Chris Stamper) van origine onder de naam Ultimate Play The Game. Het bedrijf is gevestigd in  Twycross, Leicestershire in Groot-Brittannië.
Rare opereerde vroeger vooral onder de vleugels van Nintendo, waar het zijn grootste successen kende op de Nintendo 64. Rare verkocht haar spellen in die tijd onder de merknaam Rareware. Aangetrokken door dit succes besloot Microsoft in 2002 Rare over te nemen voor een bedrag van 375 miljoen dollar, en sindsdien brengt het zijn console spellen exclusief uit op de Xbox en Xbox 360.
Rare is onder andere ook verantwoordelijk voor de Avatars in het nieuwe Xbox Live Experience.

## Spellen
Sinds de oprichting heeft Rare vele spellen ontwikkeld waarbij het totaal aantal verkochte spellen in 2002 uitkwam op 90 miljoen exemplaren. Rare staat vooral bekend voor zijn platformspellen, zoals de Donkey Kong-serie en Banjo-Kazooie-serie, en first-person shooters zoals GoldenEye 007 en Perfect Dark. Daarnaast heeft het bedrijf ook actie-avonturenspellen en racespellen ontwikkeld. De meeste spellen zijn ontworpen voor een specifieke spelcomputer.

## Prijzen
Rare ontving diverse prijzen, zoals de BAFTA prijs in de categorie "Beste Engelse ontwikkelaar" voor het spel GoldenEye 007. In 2000 ontvingen ze de BAFTA Moving Images prijs voor Perfect Dark, en in 2001 won het spel Conker's Bad Fur Day in de categorie Beste Geluid.